# Aymeric Luc
Pour les articles homonymes, voir Luc.
Pas d'image ? Cliquez ici

a Compétitions nationales et continentales officielles uniquement.

Dernière mise à jour le 3 septembre 2024.
Aymeric Luc, né le 14 octobre 1997 à Bayonne (Pyrénées-Atlantiques), est un joueur français de rugby à XV jouant au poste d'arrière et d'ailier. Il évolue depuis 2024 à la Section paloise.

## Biographie

### Jeunesse et formation
Aymeric Luc est formé à l'école de rugby du Boucau Tarnos stade jusqu'en 2009, puis à l'Aviron bayonnais. Initialement demi de mêlée, il passe au poste d'arrière en 2017 en raison de la concurrence à son poste d'origine.
En parallèle de sa carrière, Aymeric Luc a obtenu un Bachelor de Kedge Business School en 2019 et poursuit avec un diplôme Grande École à Grenoble École de management. Grâce à son statut de sportif professionnel, il suit ce cursus Bac +5 en quatre ans au lieu de deux et en distanciel. 

### Carrière en club
Luc débute en équipe première à l'Aviron bayonnais lors de la saison 2018-2019 en Pro D2, où il contribue à la victoire du club dans le Championnat de France de 2e division en 2019. L'année suivante, il découvre le Top 14 avec Bayonne.
La saison 2020-2021 est marquée par une descente en Pro D2 pour son club, Bayonne, malgré ses performances individuelles. Il termine meilleur marqueur d'essais de son équipe avec 10 réalisations. Toutefois, un coup de pied manqué lors de l'épreuve de tirs au but contre le Biarritz Olympique lors du match de barrage pour l'accession au Top 14 ternit quelque peu sa saison. Il quitte alors Bayonne pour rejoindre le RC Toulon.
Après une première saison réussie, où il avait disputé 31 matchs sur 31, et une seconde saison durant laquelle il avait disputé 24 rencontres, Aymeric Luc a vu son temps de jeu diminuer lors de son, ultime saison au stade Mayol. 
En effet, son temps de jeu décline en raison de l’arrivée de Melvyn Jaminet en 2023, qui a intensifié la concurrence au poste d'arrière. Ainsi, Luc est progressivement été mis à l'écart, étant absent des terrains de jeu pendant sept mois.
En 2024, Aymeric Luc décide de relancer sa carrière en rejoignant la Section paloise, un club qu'il avait envisagé de rejoindre trois ans plus tôt. À Pau, il espère retrouver le niveau qui lui avait permis de frôler une sélection en équipe de France en prenant la relève de Samuel Ezeala.
Luc effectue son retour à la compétition le 14 septembre 2024 face à l'Aviron bayonnais, sept mois après sa dernière rencontre, une défaite concédée au stade Mayol face à l'UBB le 4 février 2024. Lors de cette première rencontre sous les couleurs sectionnistes, Luc se distingue en inscrivant deux essais,.

### Carrière internationale
En 2017, il est sélectionné avec l'équipe des Euskarians, une sélection de joueurs amateurs basques. L'année suivante, il rejoint le groupe de l'équipe de France de rugby à sept « développement ».
En octobre 2021, Aymeric Luc a été appelé en équipe de France en raison du forfait de Virimi Vakatawa. En juin 2022, il a également participé à la tournée de l'équipe de France au Japon, bien qu'il n'ait pas encore fait ses débuts en sélection.

## Palmarès
- Aviron bayonnais
  - Vainqueur du Championnat de France de 2e division en 2019
- RC Toulon
  - Finaliste du Challenge européen en 2022